# Amherst, Texas
Amherst là một thành phố thuộc quận Lamb, tiểu bang Texas, Hoa Kỳ. Năm 2010, dân số của xã này là 721 người.

## Dân số
- Dân số năm 2000: 791 người.
- Dân số năm 2010: 721 người.